# Sipalolasma
Sipalolasma là một chi nhện trong họ Barychelidae.

## Các loài
Het geslacht kent de volgende soorten:
- Sipalolasma aedificatrix Abraham, 1924
- Sipalolasma arthrapophysis (Gravely, 1915)
- Sipalolasma bicalcarata (Simon, 1904)
- Sipalolasma ellioti Simon, 1892
- Sipalolasma greeni Pocock, 1900
- Sipalolasma humicola (Benoit, 1965)
- Sipalolasma kissi Benoit, 1966
- Sipalolasma ophiriensis Abraham, 1924
- Sipalolasma warnantae Benoit, 1966